# Haft komputerowy
Haft komputerowy (haft maszynowy) – proces, w którym sterowane komputerowo maszyny do haftu są używane do tworzenia wzorów na tkaninach za pomocą nici. Stosuje się go do dekoracji odzieży, produktów domowych i firmowych, umundurowanie, a także jako forma sztuki. Haft komputerowy jest wykorzystywany w przemyśle odzieżowym do ozdabiania produktów, jak np. koszule, bluzy, ręczniki, czapki czy torebki.

## Historia
Haft maszynowy pojawił się w 1964 roku, kiedy firma Tajima Group rozpoczęła produkcję wielogłowicowych automatycznych maszyn do haftu. W 1973 roku Tajima wprowadziła na rynek maszynę do haftu, która automatycznie zmieniała 6 kolorów nici.
Pierwsze komputerowe maszyny do haftu pojawiły się na rynku w 1980 roku dzięki firmie Wilcom. Pulse Microsystems zaprezentowała program Stitchworks, pierwszy program do projektowania haftu na komputery osobiste który bazował na kształtach, zamiast na pojedynczych ściegach. To umożliwiło projektantom szybkie tworzenie i edytowanie haftu komputerowego łatwo zmieniając rozmiar i poszczególne właściwości pojedynczych elementów.
Od tamtego czasu, główne firmy produkujące maszyny do haftu i twórcy oprogramowania adaptują swoje systemy dla rynku użytkowników domowych, czyniąc haft komputerowy popularnym hobby.

## Technologia
Współczesne maszyny do haftu mogą być sterowane komputerowo, co pozwala na dużą precyzję i powtarzalność wzorów. Wiele maszyn posiada wbudowane wzory haftu, ale za pomocą specjalistycznego oprogramowania użytkownik może tworzyć własne wzory. Maszyny różnią się liczbą igieł, która pozwala na obsługę większej liczby nici - od jednej do kilkunastu. Haft komputerowy wykorzystuje różne rodzaje nici, w tym bawełniane, poliestrowe i metalizowane, aby uzyskać różne efekty.

## Rodzaje haftu komputerowego
Haft komputerowy dzieli się na wiele rodzajów w zależności od techniki wykorzystanej do tworzenia wzoru. Niektóre z nich to:

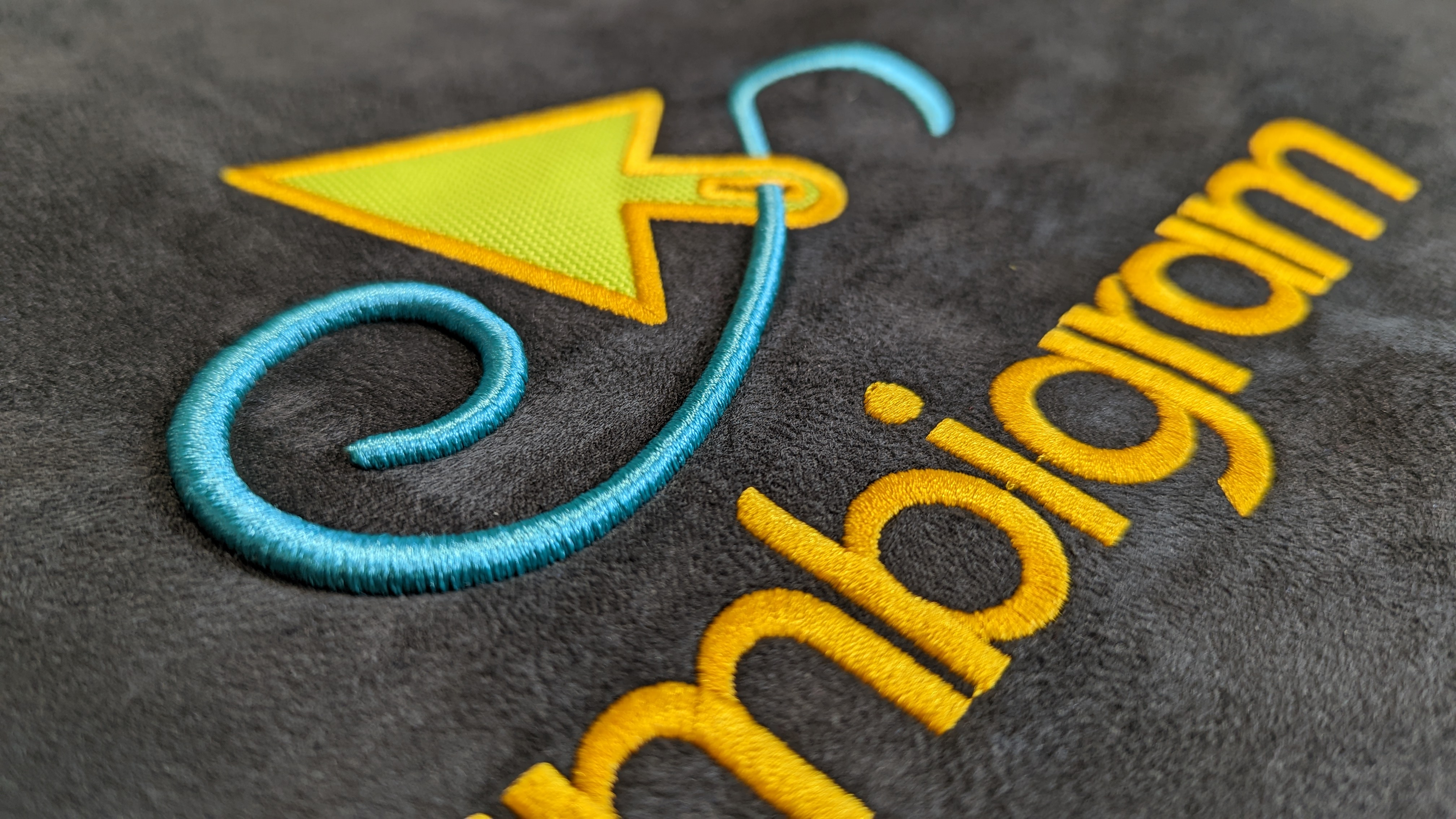
Haft komputerowy w którym zastosowano haft 3D i aplikację

- Tradycyjny haft komputerowy: ten rodzaj haftu jest wykonywany przez maszynę sterowaną komputerowo, która czyta cyfrowy wzór haftu zapisany w specjalnym formacie pliku.
- Haft 3D: technika ta polega na haftowaniu wzoru poprzez warstwę elastycznej pianki która pozostaje pod nicią tworząc wypukły kształt[9].
- Haft pośredni: haft wykonuje się na osobnym nośniku materiałowym, który następnie przyszywa się do innego materiału[6].

- Aplikacja: polega na przyszywaniu jednego kawałka tkaniny do innego za pomocą maszyny do haftu[9].

## Zastosowanie
Haft komputerowy jest szeroko stosowany w różnych dziedzinach, takich jak przemysł odzieżowy, wyroby domowe i odzież reklamowa, a także jako forma sztuki. W modzie jest często używany do dodawania dekoracyjnych elementów do odzieży, takich jak logo firmowe, inicjały, kwiaty i inne wzory. Haft komputerowy jest również popularnym hobby dla wielu ludzi.